# Obwód niżnonowogrodzki
Obwód niżnonowogrodzki (ros. Нижегородская область, Niżegorodskaja obłast’) – jednostka administracyjna Federacji Rosyjskiej.

## Historia
Obwód niżnonowogrodzki RFSRR utworzono 14 stycznia 1929, a 15 czerwca przekształcono go w Kraj Niżnonowogrodzki. W 1932 zmieniono nazwę na Kraj Gorkowski. W 1936 przekształcono go w obwód gorkowski (wyłączając z jego terytorium Maryjską i Czuwaską ASRR). W 1990 zmieniono nazwę na obwód niżnonowogrodzki. W 1994 przyłączono do niego rejon sokolski.

## Geografia i klimat
Obwód położony jest w europejskiej części Rosji, w centralnej części Niziny Wschodnioeuropejskiej.
Wołga dzieli go na lewobrzeżną część nizinną – Zawołże i prawobrzeżną część wyżynną – Wyżynę Nadwołżańską.

### Strefa czasowa
Obwód niżnonowogrodzki należy do moskiewskiej strefy czasowej (MSK): do 25 października 2014 UTC+04:00 przez cały rok, od 26 października 2014 UTC+03:00 przez cały rok. Jeszcze wcześniej, przed 27 marca 2011 roku, obowiązywał czas standardowy (zimowy) strefy UTC+03:00, a czas letni – UTC+04:00.

### Klimat
Klimat umiarkowanie kontynentalny. Średnia roczna temperatura wynosi od 3,0 °C na północy obwodu do 4,5 °C na południu. Średnia roczna suma opadów wynosi 600–650 mm na Zawołżu, na Wyżynie Nadwołżańskiej 500–550 mm. Z tych sum opadów 2/3 stanowi deszcz. Od września do maja w obwodzie dominują wiatry z południa i południowego zachodu, w lecie z kierunku północnego zachodu. Średnia prędkość wiatru wynosi 3–4 m/s. Okres wegetacyjny trwa 165–175 dni.
Zima w obwodzie niżnonowogrodzkim trwa od początku listopada do końca marca. Średnia miesięczna temperatura powietrza w listopadzie waha się w granicach od –3 °C do –5 °C. Średnia miesięczna temperatura stycznia wynosi od –11 °C do –13 °C. Absolutne, minimalne temperatury powietrza sięgają –47 °C lub –48 °C na północy i –42 °C lub –44 °C na południu. Maksymalna temperatura w miesiącach zimowych może dochodzić do 3–6 °C. Pokrywa śnieżna ustala się zazwyczaj 15–20 listopada na Zawołżu i 20–25 listopada w południowej części obwodu. Śnieg zalega zazwyczaj 150–160 dni. Grubość pokrywy śnieżnej w końcu marca osiąga 50 cm (w lasach nawet 70–80 cm). Suma opadu w sezonie zimowym wynosi około 160–200 mm. Średnia prędkość wiatru w sezonie zimnym jest wyższa niż w sezonie ciepłym i wynosi 3,5–4,5 m/s.
Wiosna przychodzi nagle, w krótkim czasie, szczególnie na obszarze prawobrzeżnym obwodu. Wzrost średniej miesięcznej temperatury powietrza od marca do kwietnia wynosi zazwyczaj 9–10 °C. Na początku kwietnia, niemal równocześnie w całym obwodzie, średnia dobowa temperatura powietrza wzrasta powyżej 0 °C. Topnienie pokrywy śnieżnej następuje zwykle 12–15 kwietnia na południu i 20–25 kwietnia na północy obwodu. Podczas napływu zimnego powietrza arktycznego w pierwszej dekadzie maja temperatura powietrza może spaść do –3 do –6 °C. Przymrozki mogą wystąpić w końcu maja i na początku czerwca. Suma wiosennych opadów wynosi 70–90 mm. Średnia prędkość wiatru to 3–4 m/s.
Lato przychodzi, gdy średnia dobowa temperatura powietrza przekracza 15 °C. Zazwyczaj dzieje się to pod koniec maja na obszarze prawobrzeżnym obwodu i pod koniec pierwszej dekady czerwca na Zawołżu. Lato w obwodzie jest stosunkowo krótkie i umiarkowanie ciepłe, trwa około 70–90 dni. W miesiącach letnich wzrost temperatury jest coraz mniejszy, przy końcu lipca rozpoczyna się powolny spadek temperatury. Średnia miesięczna temperatura powietrza w lipcu wynosi od 17,5 °C na północy do 18,5 °C na południu. Lipiec jest najcieplejszym miesiącem roku w obwodzie. Latem zakres temperatur powietrza jest zwykle mało zmienny. Temperatura maksymalna w ciągu dnia dochodzi do 25–33 °C, niekiedy nawet do 35–37 °C. Największa suma opadów – 75–85 mm przypada na lipiec. Średnia miesięczna prędkość wiatru w lecie wynosi 2,5–3,5 m/s.
Jesień rozpoczyna się, gdy występują przymrozki i gdy średnia dobowa temperatura powietrza spada poniżej 15 °C. Obserwuje się to zwykle w końcu sierpnia na północy i na początku września na południu. Średnia miesięczna temperatura we wrześniu osiąga 10–11 °C, do listopada spada do –3 °C do –4 °C. Okres bezprzymrozkowy trwa na północy obwodu 110–120 dni, na południu 130–140 dni. Średnia miesięczna temperatura października wynosi 3–4 °C. W początkach listopada średnia dobowa temperatura powietrza spada poniżej 0 °C. W jesieni wzrasta zachmurzenie, do 13–15 dni w październiku i listopadzie, podczas gdy latem dni pochmurnych jest 1 lub 2. W jesieni średni opad atmosferyczny wynosi 110–130 mm. Średnia miesięczna prędkość wiatru to 3–4 m/s.

### Zasoby wodne
Sieć wód płynących obwodu obejmuje ponad 9 tys. rzek i strumieni, w tym największe rzeki europejskiej części Rosji – Wołgę i jej prawy dopływ Okę. Na Zawołżu do ważniejszych lewych dopływów Wołgi należą – Wietługa, Kierżeniec, Uzoła, Linda. Rzeki te płyną przez gęstą tajgę i lasy mieszane. W regionie prawobrzeżnym obwodu z ważniejszych dopływów Wołgi należy wymienić – Surę, płynącą wzdłuż granicy z Czuwaszją, Kudmę, Sundowik. Do Oki wpada Tiosza. We wschodniej części regionu płynie Pjana.

### Rejony
- rejon bolszebołdiński;
- rejon bolszemuraszyński;
- rejon buturliński;
- rejon wadski;
- rejon worotyński;
- rejon gagiński;
- rejon kniaginiński;
- rejon krasnooktiabrski;
- rejon łuukojanowski;
- rejon łyskowski;
- rejon pierwomajski;
- rejon pieriewoski;
- rejon pilniński;
- rejon poczinkowski;
- rejon siergacki;
- rejon sieczenowski;
- rejon spasski;
- rejon szatkowski[2].

### Miasta
- Bałachna
- Bor
- Dzierżyńsk
- Kstowo
- Niżny Nowogród
- Wyksa.

## Tablice rejestracyjne
Tablice pojazdów zarejestrowanych w obwodzie niżnonowogrodzkim mają oznaczenie 52 w prawym górnym rogu nad flagą Rosji i literami RUS.